# Overjanje (računalništvo)
Overitev, preverjanje pristnosti ali avtentikacija (angleško authentication) je v računalništvu postopek, s katerim se strežnik prepriča, da je uporabnik zares tisti uporabnik, za kogar se predstavlja, da je. Zgled overjanja je vpis uporabniškega imena in gesla pri npr. vpisu v sistem.